# Billie Jean King Cup 2020 − Fase classificació
La fase de classificació per la Copa Federació 2020 fou un esdeveniment celebrat els dies 7 i 8 de febrer de 2020 previ a la fase final de la Copa Federació. En aquesta fase es van disputar vuit enfrontaments directes que van permetre als guanyadors accedir a la fase final.

## Equips
16 equips nacionals van participar en aquesta ronda per classificar-se per la fase final en sèries basades en el format local-visitant tradicional de la Copa Federació. Els 8 equips perdedors d'aquesta fase van ser redirigits als respectius Grup I continentals. Equips classificats de la següent forma:
- 2 semifinalistes del Grup Mundial l'edició anterior
- 7 guanyadors i perdedors dels Play-offs Grup Mundial l'edició anterior
- 4 guanyadors dels Play-offs Grup Mundial II l'edició anterior
- 3 perdedors dels Play-offs Grup Mundial II l'edició anterior segons rànquing

| Equips caps de sèrie 1. Estats Units (quartfinalista 2019, rànquing 2) 2. Belarús (semifinalista 2019, rànquing 5) 3. Romania (semifinalista 2019, rànquing 6) 4. Alemanya (quartfinalista 2019, rànquing 17) 5. Espanya (guanyador play-off Grup Mundial 2019, rànquing 8) 6. Suïssa (perdedor play-off Grup Mundial 2019, rànquing 9) 7. Bèlgica (quartfinalista 2019, rànquing 10) 8. Regne Unit (guanyador play-off Grup Mundial II 2019, rànquing 11) | Equips no caps de sèrie - Letònia (perdedor play-off Grup Mundial 2019, rànquing 12) - Canadà (perdedor play-off Grup Mundial 2019, rànquing 13) - Japó (guanyador play-off Grup Mundial II 2019, rànquing 14) - Eslovàquia (guanyador play-off Grup Mundial II 2019, rànquing 15) - Rússia (guanyador play-off Grup Mundial II 2019, rànquing 16) - Kazakhstan (millor classificat perdedor play-off GM II 2019, rànquing 17) - Brasil (2n millor classificat perdedor play-off GM II 2019, rànquing 18) - Països Baixos (3r millor classificat perdedor play-off GM II 2019, rànquing 19) |

- Rànquings a 29 de juny de 2019.

## Resum
| Seu (superfície)                                                       | Equip local      | Resultat | Equip visitant |
| ---------------------------------------------------------------------- | ---------------- | -------- | -------------- |
| Angel of the Winds Arena, Everett, Estats Units (dura interior)        | Estats Units (1) | 3 − 2    | Letònia        |
| Sportcampus Zuiderpark, La Haia, Països Baixos (terra batuda interior) | Països Baixos    | 2 − 3    | Belarús (2)    |
| Sala Polivalenta Cluj-Napoca, Cluj-Napoca, Romania (dura interior)     | Romania (3)      | 2 − 3    | Rússia         |
| Costão do Santinho Resort, Florianópolis, Brasil (terra batuda)        | Brasil           | 0 − 4    | Alemanya (4)   |
| Centro de Tenis La Manga Club, Cartagena, Espanya (terra batuda)       | Espanya (5)      | 3 − 1    | Japó           |
| Swiss Tennis Arena, Biel/Bienne, Suïssa (dura interior)                | Suïssa (6)       | 3 − 1    | Canadà         |
| SC Lange Munte, Kortrijk, Bèlgica (dura interior)                      | Bèlgica (7)      | 3 − 1    | Kazakhstan     |
| AXA Arena NTC, Bratislava, Eslovàquia (terra batuda interior)          | Eslovàquia       | 3 − 1    | Regne Unit (8) |

## Eliminatòries

### Estats Units vs. Letònia
| · Estats Units · 3 | Angel of the Winds Arena, Everett, Estats Units 7 − 8 de febrer de 2020 Dura interior | Angel of the Winds Arena, Everett, Estats Units 7 − 8 de febrer de 2020 Dura interior | · Letònia · 2 |      |      |  |
| \| \| [1] \| \| 1 \| 2 \| 3 \| \| \| - \| ---------------------- \| --------------------------------------------------------------------------- \| ---- \| ---- \| ---- \| \| \| 1 \| Estats Units · Letònia \| Sofia Kenin Anastasija Sevastova \| 6 2 \| 6 2 \| \| \| \| 2 \| Estats Units · Letònia \| Serena Williams Jeļena Ostapenko \| 7 64 \| 7 63 \| \| \| \| 3 \| Estats Units · Letònia \| Sofia Kenin Jeļena Ostapenko \| 3 6 \| 6 2 \| 2 6 \| \| \| 4 \| Estats Units · Letònia \| Serena Williams Anastasija Sevastova \| 6⁵ 7 \| 6 3 \| 64 7 \| \| \| 5 \| Estats Units · Letònia \| Sofia Kenin / Bethanie Mattek-Sands Jeļena Ostapenko / Anastasija Sevastova \| 6 4 \| 6 0 \| \| \| |                                                                                       |                                                                                       |               |      |      |  |
| | [ 1 ]                                                                                 |                                                                                       | 1             | 2    | 3    |  |
| 1 | Estats Units · Letònia                                                                | Sofia Kenin Anastasija Sevastova                                                      | 6 2           | 6 2  |      |  |
| 2 | Estats Units · Letònia                                                                | Serena Williams Jeļena Ostapenko                                                      | 7 64          | 7 63 |      |  |
| 3 | Estats Units · Letònia                                                                | Sofia Kenin Jeļena Ostapenko                                                          | 3 6           | 6 2  | 2 6  |  |
| 4 | Estats Units · Letònia                                                                | Serena Williams Anastasija Sevastova                                                  | 6⁵ 7          | 6 3  | 64 7 |  |
| 5 | Estats Units · Letònia                                                                | Sofia Kenin / Bethanie Mattek-Sands Jeļena Ostapenko / Anastasija Sevastova           | 6 4           | 6 0  |      |  |

### Països Baixos vs. Belarús
| · Països Baixos · 2 | Sportcampus Zuiderpark, La Haia, Països Baixos 7 − 8 de febrer de 2020 Terra batuda interior | Sportcampus Zuiderpark, La Haia, Països Baixos 7 − 8 de febrer de 2020 Terra batuda interior | · Belarús · 3 |     |      |  |
| \| \| [2] \| \| 1 \| 2 \| 3 \| \| \| - \| ----------------------- \| ------------------------------------------------------------------- \| ---- \| --- \| ---- \| \| \| 1 \| Països Baixos · Belarús \| Kiki Bertens Aliaksandra Sasnovich \| 6⁵ 7 \| 6 2 \| 6 1 \| \| \| 2 \| Països Baixos · Belarús \| Arantxa Rus Arina Sabalenka \| 2 6 \| 3 6 \| \| \| \| 3 \| Països Baixos · Belarús \| Kiki Bertens Arina Sabalenka \| 6 4 \| 6 4 \| \| \| \| 4 \| Països Baixos · Belarús \| Arantxa Rus Aliaksandra Sasnovich \| 6 0 \| 5 7 \| 2 6 \| \| \| 5 \| Països Baixos · Belarús \| Kiki Bertens / Demi Schuurs Arina Sabalenka / Aliaksandra Sasnovich \| 6 4 \| 3 6 \| 68 7 \| \| |                                                                                              |                                                                                              |               |     |      |  |
| | [ 2 ]                                                                                        |                                                                                              | 1             | 2   | 3    |  |
| 1 | Països Baixos · Belarús                                                                      | Kiki Bertens Aliaksandra Sasnovich                                                           | 6⁵ 7          | 6 2 | 6 1  |  |
| 2 | Països Baixos · Belarús                                                                      | Arantxa Rus Arina Sabalenka                                                                  | 2 6           | 3 6 |      |  |
| 3 | Països Baixos · Belarús                                                                      | Kiki Bertens Arina Sabalenka                                                                 | 6 4           | 6 4 |      |  |
| 4 | Països Baixos · Belarús                                                                      | Arantxa Rus Aliaksandra Sasnovich                                                            | 6 0           | 5 7 | 2 6  |  |
| 5 | Països Baixos · Belarús                                                                      | Kiki Bertens / Demi Schuurs Arina Sabalenka / Aliaksandra Sasnovich                          | 6 4           | 3 6 | 68 7 |  |

### Romania vs. Rússia
| · Romania · 2 | Sala Polivalenta Cluj-Napoca, Cluj-Napoca, Romania 7 − 8 de febrer de 2020 Dura interior | Sala Polivalenta Cluj-Napoca, Cluj-Napoca, Romania 7 − 8 de febrer de 2020 Dura interior | · Rússia · 3 |      |     |  |
| \| \| [3] \| \| 1 \| 2 \| 3 \| \| \| - \| ---------------- \| ------------------------------------------------------------------------------ \| --- \| ---- \| --- \| \| \| 1 \| Romania · Rússia \| Elena Gabriela Ruse Ekaterina Alexandrova \| 1 6 \| 4 6 \| \| \| \| 2 \| Romania · Rússia \| Ana Bogdan Veronika Kudermétova \| 6 3 \| 6⁵ 7 \| 6 1 \| \| \| 3 \| Romania · Rússia \| Ana Bogdan Ekaterina Alexandrova \| 5 7 \| 6 3 \| 5 7 \| \| \| 4 \| Romania · Rússia \| Jaqueline Adina Cristian Veronika Kudermétova \| 7 5 \| 6 3 \| \| \| \| 5 \| Romania · Rússia \| Jaqueline Adina Cristian / Elena Gabriela Ruse Anna Blinkova / Anna Kalinskaya \| 3 6 \| 2 6 \| \| \| |                                                                                          |                                                                                          |              |      |     |  |
| | [ 3 ]                                                                                    |                                                                                          | 1            | 2    | 3   |  |
| 1 | Romania · Rússia                                                                         | Elena Gabriela Ruse Ekaterina Alexandrova                                                | 1 6          | 4 6  |     |  |
| 2 | Romania · Rússia                                                                         | Ana Bogdan Veronika Kudermétova                                                          | 6 3          | 6⁵ 7 | 6 1 |  |
| 3 | Romania · Rússia                                                                         | Ana Bogdan Ekaterina Alexandrova                                                         | 5 7          | 6 3  | 5 7 |  |
| 4 | Romania · Rússia                                                                         | Jaqueline Adina Cristian Veronika Kudermétova                                            | 7 5          | 6 3  |     |  |
| 5 | Romania · Rússia                                                                         | Jaqueline Adina Cristian / Elena Gabriela Ruse Anna Blinkova / Anna Kalinskaya           | 3 6          | 2 6  |     |  |

### Brasil vs. Alemanya
| · Brasil · 0 | Costão do Santinho Resort, Florianópolis, Brasil 7 − 8 de febrer de 2020 Terra batuda interior | Costão do Santinho Resort, Florianópolis, Brasil 7 − 8 de febrer de 2020 Terra batuda interior | · Alemanya · 4 |      |   |             |
| \| \| [4] \| \| 1 \| 2 \| 3 \| \| \| - \| ----------------- \| ------------------------------------------------------------------ \| --- \| ---- \| - \| ----------- \| \| 1 \| Brasil · Alemanya \| Teliana Pereira Laura Siegemund \| 3 6 \| 3 6 \| \| \| \| 2 \| Brasil · Alemanya \| Gabriela Ce Tatjana Maria \| 3 6 \| 6⁵ 7 \| \| \| \| 3 \| Brasil · Alemanya \| Gabriela Ce Laura Siegemund \| 1 6 \| 2 6 \| \| \| \| 4 \| Brasil · Alemanya \| Teliana Pereira Tatjana Maria \| \| \| \| no disputat \| \| 5 \| Brasil · Alemanya \| Laura Pigossi / Luisa Stefani Anna-Lena Friedsam / Antonia Lottner \| 1 6 \| 4 6 \| \| \| |                                                                                                |                                                                                                |                |      |   |             |
| | [ 4 ]                                                                                          |                                                                                                | 1              | 2    | 3 |             |
| 1 | Brasil · Alemanya                                                                              | Teliana Pereira Laura Siegemund                                                                | 3 6            | 3 6  |   |             |
| 2 | Brasil · Alemanya                                                                              | Gabriela Ce Tatjana Maria                                                                      | 3 6            | 6⁵ 7 |   |             |
| 3 | Brasil · Alemanya                                                                              | Gabriela Ce Laura Siegemund                                                                    | 1 6            | 2 6  |   |             |
| 4 | Brasil · Alemanya                                                                              | Teliana Pereira Tatjana Maria                                                                  |                |      |   | no disputat |
| 5 | Brasil · Alemanya                                                                              | Laura Pigossi / Luisa Stefani Anna-Lena Friedsam / Antonia Lottner                             | 1 6            | 4 6  |   |             |

### Espanya vs. Japó
| · Espanya · 3 | Centro de Tenis La Manga Club, Cartagena, Espanya 7 − 8 de febrer de 2020 Terra batuda interior | Centro de Tenis La Manga Club, Cartagena, Espanya 7 − 8 de febrer de 2020 Terra batuda interior | · Japó · 1 |     |   |             |
| \| \| [5] \| \| 1 \| 2 \| 3 \| \| \| - \| -------------- \| ------------------------------------------------------------------------ \| --- \| --- \| - \| ----------- \| \| 1 \| Espanya · Japó \| Sara Sorribes Tormo Naomi Osaka \| 6 0 \| 6 3 \| \| \| \| 2 \| Espanya · Japó \| Carla Suárez Navarro Misaki Doi \| 6 3 \| 6 4 \| \| \| \| 3 \| Espanya · Japó \| Carla Suárez Navarro Kurumi Nara \| 6 1 \| 6 3 \| \| \| \| 4 \| Espanya · Japó \| Sara Sorribes Tormo Misaki Doi \| \| \| \| no disputat \| \| 5 \| Espanya · Japó \| Lara Arruabarrena / Aliona Bolsova Zadoinov Shuko Aoyama / Ena Shibahara \| 2 6 \| 3 6 \| \| \| |                                                                                                 |                                                                                                 |            |     |   |             |
| | [ 5 ]                                                                                           |                                                                                                 | 1          | 2   | 3 |             |
| 1 | Espanya · Japó                                                                                  | Sara Sorribes Tormo Naomi Osaka                                                                 | 6 0        | 6 3 |   |             |
| 2 | Espanya · Japó                                                                                  | Carla Suárez Navarro Misaki Doi                                                                 | 6 3        | 6 4 |   |             |
| 3 | Espanya · Japó                                                                                  | Carla Suárez Navarro Kurumi Nara                                                                | 6 1        | 6 3 |   |             |
| 4 | Espanya · Japó                                                                                  | Sara Sorribes Tormo Misaki Doi                                                                  |            |     |   | no disputat |
| 5 | Espanya · Japó                                                                                  | Lara Arruabarrena / Aliona Bolsova Zadoinov Shuko Aoyama / Ena Shibahara                        | 2 6        | 3 6 |   |             |

### Suïssa vs. Canadà
| · Suïssa · 3 | Swiss Tennis Arena, Biel/Bienne, Suïssa 7 − 8 de febrer de 2020 Dura interior | Swiss Tennis Arena, Biel/Bienne, Suïssa 7 − 8 de febrer de 2020 Dura interior | · Canadà · 1 |      |   |             |
| \| \| [6] \| \| 1 \| 2 \| 3 \| \| \| - \| --------------- \| ------------------------------------------------------------------------- \| ---- \| ---- \| - \| ----------- \| \| 1 \| Suïssa · Canadà \| Jil Teichmann Leylah Annie Fernandez \| 7 64 \| 6 4 \| \| \| \| 2 \| Suïssa · Canadà \| Belinda Bencic Gabriela Dabrowski \| 6 1 \| 6 2 \| \| \| \| 3 \| Suïssa · Canadà \| Belinda Bencic Leylah Annie Fernandez \| 2 6 \| 63 7 \| \| \| \| 4 \| Suïssa · Canadà \| Jil Teichmann Gabriela Dabrowski \| 6 3 \| 6 4 \| \| \| \| 5 \| Suïssa · Canadà \| Viktorija Golubic / Stefanie Vögele Bianca Andreescu / Gabriela Dabrowski \| \| \| \| no disputat \| |                                                                               |                                                                               |              |      |   |             |
| | [ 6 ]                                                                         |                                                                               | 1            | 2    | 3 |             |
| 1 | Suïssa · Canadà                                                               | Jil Teichmann Leylah Annie Fernandez                                          | 7 64         | 6 4  |   |             |
| 2 | Suïssa · Canadà                                                               | Belinda Bencic Gabriela Dabrowski                                             | 6 1          | 6 2  |   |             |
| 3 | Suïssa · Canadà                                                               | Belinda Bencic Leylah Annie Fernandez                                         | 2 6          | 63 7 |   |             |
| 4 | Suïssa · Canadà                                                               | Jil Teichmann Gabriela Dabrowski                                              | 6 3          | 6 4  |   |             |
| 5 | Suïssa · Canadà                                                               | Viktorija Golubic / Stefanie Vögele Bianca Andreescu / Gabriela Dabrowski     |              |      |   | no disputat |

### Bèlgica vs. Kazakhstan
| · Bèlgica · 3 | SC Lange Munte, Kortrijk, Bèlgica 7 − 8 de febrer de 2020 Dura interior | SC Lange Munte, Kortrijk, Bèlgica 7 − 8 de febrer de 2020 Dura interior | · Kazakhstan · 1 |      |     |             |
| \| \| [7] \| \| 1 \| 2 \| 3 \| \| \| - \| -------------------- \| ----------------------------------------------------------------- \| --- \| ---- \| --- \| ----------- \| \| 1 \| Bèlgica · Kazakhstan \| Elise Mertens Zarina Diyas \| 1 6 \| 6 2 \| 6 1 \| \| \| 2 \| Bèlgica · Kazakhstan \| Ysaline Bonaventure Yulia Putintseva \| 6 3 \| 6² 7 \| 2 6 \| \| \| 3 \| Bèlgica · Kazakhstan \| Elise Mertens Yulia Putintseva \| 6 1 \| 7 6¹ \| \| \| \| 4 \| Bèlgica · Kazakhstan \| Kirsten Flipkens Zarina Diyas \| 6 3 \| 6 4 \| \| \| \| 5 \| Bèlgica · Kazakhstan \| Kirsten Flipkens / Greet Minnen Anna Danilina / Iaroslava Xvédova \| \| \| \| no disputat \| |                                                                         |                                                                         |                  |      |     |             |
| | [ 7 ]                                                                   |                                                                         | 1                | 2    | 3   |             |
| 1 | Bèlgica · Kazakhstan                                                    | Elise Mertens Zarina Diyas                                              | 1 6              | 6 2  | 6 1 |             |
| 2 | Bèlgica · Kazakhstan                                                    | Ysaline Bonaventure Yulia Putintseva                                    | 6 3              | 6² 7 | 2 6 |             |
| 3 | Bèlgica · Kazakhstan                                                    | Elise Mertens Yulia Putintseva                                          | 6 1              | 7 6¹ |     |             |
| 4 | Bèlgica · Kazakhstan                                                    | Kirsten Flipkens Zarina Diyas                                           | 6 3              | 6 4  |     |             |
| 5 | Bèlgica · Kazakhstan                                                    | Kirsten Flipkens / Greet Minnen Anna Danilina / Iaroslava Xvédova       |                  |      |     | no disputat |

### Eslovàquia vs. Regne Unit
| · Eslovàquia · 3 | AXA Arena NTC, Bratislava, Eslovàquia 7 − 8 de febrer de 2020 Terra batuda interior | AXA Arena NTC, Bratislava, Eslovàquia 7 − 8 de febrer de 2020 Terra batuda interior | · Regne Unit · 1 |     |     |             |
| \| \| [8] \| \| 1 \| 2 \| 3 \| \| \| - \| ----------------------- \| --------------------------------------------------------------------- \| ---- \| --- \| --- \| ----------- \| \| 1 \| Eslovàquia · Regne Unit \| Anna Karolina Schmiedlova Heather Watson \| 6 2 \| 6 3 \| \| \| \| 2 \| Eslovàquia · Regne Unit \| Viktoria Kuzmova Harriet Dart \| 63 7 \| 6 3 \| 7 5 \| \| \| 3 \| Eslovàquia · Regne Unit \| Rebecca Sramkova Heather Watson \| 0 6 \| 5 7 \| \| \| \| 4 \| Eslovàquia · Regne Unit \| Anna Karolina Schmiedlova Harriet Dart \| 7 5 \| 6 3 \| \| \| \| 5 \| Eslovàquia · Regne Unit \| Viktoria Kuzmova / Magdaléna Rybáriková Naiktha Bains / Emma Raducanu \| \| \| \| no disputat \| |                                                                                     |                                                                                     |                  |     |     |             |
| | [ 8 ]                                                                               |                                                                                     | 1                | 2   | 3   |             |
| 1 | Eslovàquia · Regne Unit                                                             | Anna Karolina Schmiedlova Heather Watson                                            | 6 2              | 6 3 |     |             |
| 2 | Eslovàquia · Regne Unit                                                             | Viktoria Kuzmova Harriet Dart                                                       | 63 7             | 6 3 | 7 5 |             |
| 3 | Eslovàquia · Regne Unit                                                             | Rebecca Sramkova Heather Watson                                                     | 0 6              | 5 7 |     |             |
| 4 | Eslovàquia · Regne Unit                                                             | Anna Karolina Schmiedlova Harriet Dart                                              | 7 5              | 6 3 |     |             |
| 5 | Eslovàquia · Regne Unit                                                             | Viktoria Kuzmova / Magdaléna Rybáriková Naiktha Bains / Emma Raducanu               |                  |     |     | no disputat |